# Collège Stanislas (Montréal)
Pour les articles homonymes, voir Collège Stanislas.
 (janvier 2024).
Si vous disposez d'ouvrages ou d'articles de référence ou si vous connaissez des sites web de qualité traitant du thème abordé ici, merci de compléter l'article en donnant les références utiles à sa vérifiabilité et en les liant à la section « Notes et références ».

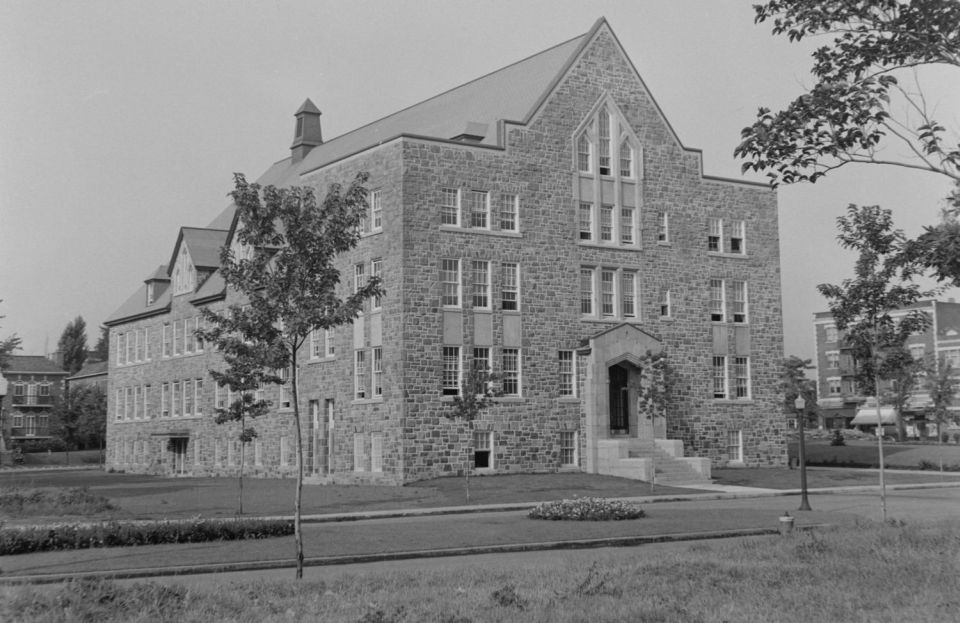
Le bâtiment abritant le collège Stanislas de Montréal en 1942

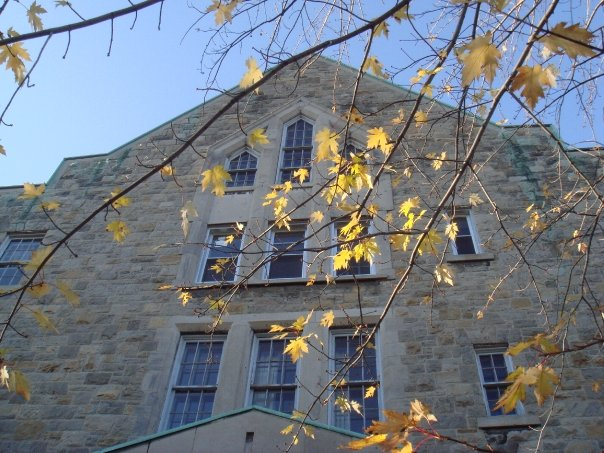
Façade du collège Stanislas de Montréal

Le Collège Stanislas de Montréal est un établissement d'enseignement présentant un cursus complet de la maternelle au lycée, qui prépare au baccalauréat français et qui fait partie, sous les tutelles des gouvernements français et québécois, du réseau des lycées français.

## Emplacement
Le Collège Stanislas de Montréal est situé à Outremont au 780 du boulevard Dollard.

## Histoire

### Devise
Pierre Terrail le Vieux, seigneur de Bayard, plus connu sous le nom de Bayard ou du chevalier Bayard, est un noble dauphinois qui s'illustre notamment comme chevalier durant les guerres d'Italie (XVe et XVIe siècles). Sa vie est à l'origine du personnage du « chevalier sans peur et sans reproche » qui symbolise les valeurs de la chevalerie française de la fin du Moyen Âge.
Le blason du Collège Stanislas est orné du chevalier Bayard, et de son épée, ainsi que de deux fleurs de lys et deux feuilles d'érable. La maxime du collège est alors la suivante « Sans peur et sans reproche » que l'on peut lire sur nombre d'emblèmes du collège.

### Fondation
Le Collège Stanislas a été fondé en 1938. Filiale à l'origine de l'établissement parisien homonyme, le collège Stanislas de Paris, le collège Stanislas a ouvert ses portes en 1938 à l'initiative de familles québécoises. Depuis cette date, plus de 15 000 élèves ont franchi le seuil du collège.

« Le Collège Stanislas, constitué en corporation par des lettres patentes enregistrées le 26 juin 1938 à l'initiative des familles québécoises, est appelé à unir dans ses méthodes d'enseignement les réalisations des meilleurs établissements de niveau comparable et les résultats des recherches des institutions spécialisées, tant québécoises que françaises.
Il contribue ainsi non seulement au rayonnement respectif des deux cultures, mais encore à l'élaboration d'une pédagogie neuve et spécifique. »

— Protocole du 11 juin 1970, (extrait du site officiel)

### Débuts
« À plusieurs reprises, le collège Stanislas de Paris avait été sollicité par les autorités canadiennes et françaises pour la fondation d'une filiale dans la province de Québec.
Aux Pâques 1938, le chanoine Mèjecaze, accompagné de l'abbé Lemoine, venaient à Montréal étudier la réalisation du projet.
Le 14 juillet, jour de la fête nationale des Français, la municipalité d'Outremont cédait l'immeuble nécessaire de l'avenue Rockland. Dès le lendemain, architecte et entrepreneur commençaient la transformation onéreuse d'une centrale téléphonique en Collège.
L'équipe des « pionniers » du Collège Stanislas était composée de l'abbé Lemaître, Jeannette Boulizon, l'abbé de Pirey, l'abbé Lemoyne, Guy Boulizon, André ChampRoux et Pierre Roux. »

[réf. nécessaire]

### Fondation d'un groupe scout
Guy Boulizon et Jeannette Boulizon ont aussi légué un bel héritage à travers le 55e Groupe Guynemer d’Outremont qu’ils ont fondé en avril 1939 dans les locaux mêmes du collège Stanislas de Montréal. En effet, ils avaient eu l’occasion de voir en action les scouts du groupe Guynemer au collège Stanislas de Paris, quelques années plus tôt. Cela les a incité à reproduire la même tradition de scoutisme, ici, en empruntant entre autres au passage les couleurs du foulard, jaune et verte, ainsi que le modèle du groupe de Paris, l’aviateur français, Georges Guynemer.
En 2015, le groupe scout existe toujours, accueillant entre autres, des étudiants du collège Stanislas, les locaux du groupe étant proches, au Centre communautaire d’Outremont. Au début des années 1990, le collège Stanislas a accueilli le Groupe scout 55e Guynemer dans son gymnase, afin de fêter, en compagnie de Jeannette et Guy, le 55e anniversaire du groupe. M. Jacques Parizeau, un ancien scout et chef de troupe du 55e Groupe Guynemer, ne put pas participer, étant occupé par sa fonction de premier ministre du Québec.

### Inconduites sexuelles de la part d'enseignants

#### Affaire Denis Tiffou
En 2019, un enseignant d'éducation physique et sportive, Denis Tiffou, a été arrêté puis condamné à 10 mois de prison pour possession de pornographie juvénile. Lors de son arrestation, plus de 28 000 images et 2800 vidéos de pornographie juvénile ont été découvertes sur son ordinateur. Malgré son comportement compulsif, Tiffou a débuté une thérapie et une formation professionnelle, exprimant un désir de changement. La peine imposée comprend 10 mois de détention, une probation d'un an, une interdiction d'accès à Internet et une inscription au registre des délinquants sexuels pendant 10 ans.

#### Affaire Alexandre Gagné
Les incidents au Collège Stanislas comprennent également une quinzaines d'accusations parmi lesquelles agressions sexuelles, exploitation sexuelle, contacts sexuels, actions indécentes, distribution de matériel sexuellement explicite, leurre, extorsion et distribution de cannabis à une personne de moins de 18 ans, contre Alexandre Gagné, enseignant en science économique et sociale,,. Les faits sont survenues entre novembre 2019 et décembre 2022 envers 6 élèves mineurs, garçons et filles,.
Gagné aurait profité du confinements liés à la pandémie de Covid-19 en 2020 et 2021, pour prendre part a des discussions sexuellement explicites avec des élèves sur les réseaux sociaux, envoyant du contenu pornographique prétendant en être la vedette. En décembre 2023, il a plaidé coupable à un chef d'accusation de transmission d'images pornographiques à des mineurs. Une enquête indépendante a été lancée, révélant des contacts similaires avec d'autres mineurs dans d'autres écoles,.
Gagné a été condamné à six mois de prison et de deux ans de probation le 8 août 2024.

#### Affaire x
Malgré des plaintes en 2022, la direction aurait banalisé certains gestes, qualifiant certains comportements de "culturels". Une autre plainte de nature criminelle visant ce même enseignant est ensuite déposée en 2023. L'enseignant présent au sein de l'établissement depuis 32 ans, est visé par de nouvelles allégations des gestes de nature sexuelle envers deux élèves et une collègue de travail sont suspectés. Ces incidents ont suscité des enquêtes indépendantes et soulevé des préoccupations sur la culture et les pratiques au sein du Collège Stanislas.

## Structure

### Direction
De la rentrée 2011 jusqu'à fin 2019, le directeur était Philippe Warin. Il était auparavant directeur général adjoint du collège.
De janvier 2020 à août 2024, le Proviseur/Directeur général au Collège Stanislas a été Thomas Saène.
Séverine Jaouen a été proviseure et cheffe d'établissement par interim jusqu'en juin 2025. 
Laurent Arbault est le proviseur et chef d'établissement à la rentrée de septembre 2025. Valérie Fosse est la directrice exécutive du collège. 

### Bibliothèque
La bibliothèque du collège (ou CDI) s’adresse aux élèves allant de la 8e à la Terminale, c’est l’élément le plus récent de tout le collège puisqu’il a été inaugurée en novembre 2012 et dispose ainsi d’un aménagement « où le numérique et le traditionnel se côtoient », selon le directeur Philippe Warin. Son personnel est composé d’une bibliothécaire documentaliste, d'un technicien et d'une technicienne en documentation, ainsi que de trois commis situés à l’accueil. Ils veillent aussi au respect des règles de la bibliothèque.

## Scolarité

### Tutelle
Le Collège Stanislas de Montréal fait partie, sous les tutelles des gouvernements français et québécois, du réseau des lycées français (Agence pour l'enseignement français à l'étranger : plus de 400 établissements). Il prépare au baccalauréat français, diplôme reconnu dans le monde entier. Un établissement associé, le Collège Stanislas de Québec existe depuis 1989 dans la ville de Québec,.

### Résultats scolaires
Après un cursus complet de la maternelle au collège, les élèves du collège Stanislas ont accès aux universités québécoises, nord-américaines ou européennes.
Le taux de réussite au bac en 2008 est de 98,3 %, avec 74 % des bacheliers mentionnés. La promotion 2010 a obtenu un taux de réussite de 100 %, dont 82 % de mentions. Par la suite, la promotion 2011 a établi un nouveau record avec un taux de réussite de nouveau de 100 %, mais cette fois-ci avec 87 % de mentions. Or, les résultats depuis ont plusieurs fois atteint les 100%, et dépassé les 80% de mentions. En 2025, 91 % des finissants ont obtenu une mention aux examens du baccalauréat français, selon les données publiées par l'établissement.

### Différences avec le système éducatif en France
Même si le collège est un établissement français, on observe tout de même certaines différences avec le système français, dues à l’accord avec le gouvernement québécois. Par exemple, des cours d’éthique et culture religieuse sont ajoutés au programme à partir de la classe de CP et il y a davantage d’heures de cours d’anglais qu’en France. Des compléments d’histoire du Québec et du Canada sont aussi insérés.
Cependant, le collège doit se plier à beaucoup de règles du gouvernement français, comme la présence d’assistant(e)s dans les classes de maternelles ou un nombre d’élèves limité dans certains niveaux.

## Personnalités liées

### Professeurs notables
- Valéry Giscard d’Estaing, en 1948[24]
- Jeannette et Guy Boulizon.

### Élèves notables
- Raymond Bachand, homme politique (dont ministre), homme d'affaires et avocat québécois
- Anaïs Barbeau-Lavalette, romancière et cinéaste
- Charles Binamé, réalisateur et scénariste québécois
- Joël Bouchard, joueur de hockey sur glace et animateur de télévision
- Daniel Clarke Bouchard, pianiste
- Michel Brault, cinéaste
- Jérôme Choquette, avocat et homme politique québécois (Promotion de '45)
- Philippe Couillard, homme politique, médecin québécois et Premier ministre du Québec
- Catherine De Léan, actrice
- Ivan Doroschuk, leader et chanteur du groupe Men Without Hats
- Alain Dubuc, journaliste et économiste québécois
- Anthony Duclair, joueur de hockey sur glace
- Joseph Facal, politologue, sociologue, chroniqueur et homme politique québécois (dont ministre)
- Henri-François Gautrin, homme politique (dont ministre) et scientifique québécois
- Charles Gonthier, juge de la Cour suprême du Canada
- Daniel Johnson (fils), avocat et homme politique
- Pierre Marc Johnson, médecin, avocat et homme politique
- Cyril Kamar (K.Maro), chanteur, producteur et homme d'affaires
- Wandrille Lefèvre, footballeur professionnel de l'Impact de Montréal
- Wilfrid-Guy Licari, diplomate et ambassadeur canadien
- Daniel Louis, producteur de films et récipiendaire d'un Oscar
- Alain Macklovitch, DJ et producteur, aussi appelé DJ A-Trak
- Jacques-Yvan Morin, homme politique (dont ministre et Vice-premier ministre) et avocat québécois
- Juan Joseph Ollu, écrivain
- Jacques Parizeau, économiste, conseiller politique, professeur, ministre des Finances et Premier ministre du Québec (Promotion de '47)
- Pierre Perrault, cinéaste
- Daniel Pilon, acteur
- Claude Poissant, acteur et metteur en scène
- Alexandre Taillefer, homme d'affaires
- Charles Tisseyre, éditeur et animateur de télévision
- Mgr Antoine de Vial, prélat catholique franco-américain et homme de lettres connu sous le nom de Vim Karénine.
- Claude Longpré, célèbre architecte Montréalais (Promotion de '44)
- Yves Préfontaine, poète, homme politique québécois. (Promotion de '55)

## Divers

### Départements d’arts plastiques et de musique
Le programme d’arts plastiques est en lien avec les autres matières : les projets sont donc souvent transversaux avec certains autres cours. Il est également en lien avec des artistes non seulement « classiques et traditionnels » mais aussi des artistes contemporains. Le cours est composé principalement de musicologie (75 % du cours) et de peu de pratique instrumentale (25 % du cours). Il y a donc un volet culturel très important dans ce cours ; on ne joue presque pas d’instruments (auparavant la flûte à bec mais maintenant principalement du chant dans les petites classes). On fait y donc beaucoup d’écoutes et d’analyses (musique pure, films, clips vidéos...) et on aborde principalement l’histoire de l'art en vue de l'examen du brevet d'histoire des arts en 3e  (évolution) et les genres musicaux (populaire, classique, jazz).

### SVE, Conservatoire, pastorale,Stan Vert,Stan Robotix
Le Service à la vie étudiante (SVE) offre aux élèves de 1re et terminale la continuation des sports déjà proposés au secondaire ou de découvrir un nouvel univers sportif à travers des sports de combat, de gymnase et de glace : badminton, ballon sur glace, hockey sur glace, basket-ball, escrime, judo, karaté et soccer. Le SVE offre aussi aux jeunes de 1re et terminale des cours de photographie, une chorale et des cours de théâtre.
Le Conservatoire du Collège est une école de musique qui offre des cours privés d’instrument, de chant ou d’éveil musical aux enfants ainsi qu’aux adultes et propose aux élèves la possibilité de participer à divers ensembles : orchestres, chorales, groupes jazz-pop-rock... Le service de pastorale est un lieu d’accueil, de partage, d’écoute et de ressourcement.
Stan Vert Étudiant est un comité qui permet aux étudiants d'avoir une implication directe sur l'environnement, tout en se familiarisant avec les thématiques écologiques actuelles et les façons de les appliquer à un milieu de vie tel que le Collège. Il a pour but de promouvoir le sentiment d’engagement chez les jeunes afin qu’ils deviennent des « leaders environnementaux ». Son rôle est de proposer, de coordonner et de réaliser différentes actions environnementales au Collège, notamment par la sensibilisation, afin de garantir à tous les membres de la communauté un environnement sain. L’objectif ultime est de réduire l’empreinte écologique de l'école.
Stan Robotix est le club de robotique du collège permettant aux étudiants d'acquérir de nouvelles compétences, notamment techniques, en participant chaque année à la compétition FIRST, favorisant ainsi l'inspiration des sciences et des technologies chez les jeunes.